# Willy Bohlander
Frederik Wilhelm Bohlander, detto Willy (Amsterdam, 8 agosto 1891 – Amsterdam, 26 agosto 1939), è stato un pallanuotista olandese.
Faceva parte della squadra dei Paesi Bassi che ha partecipato ai Giochi di Parigi 1924, disputati assieme al fratello Gé.